# بيل نيكسون
بيل نيكسون (بالإنجليزية: Bill Nixon)‏ هو لاعب كرة قدم بريطاني (وحمل سابقاً جنسية المملكة المتحدة لبريطانيا العظمى وأيرلندا) في مركز الهجوم، ولد في 1886 في المملكة المتحدة، وتوفي في 1916. لعب مع ستوك سيتي.